# Voedingsindustrie

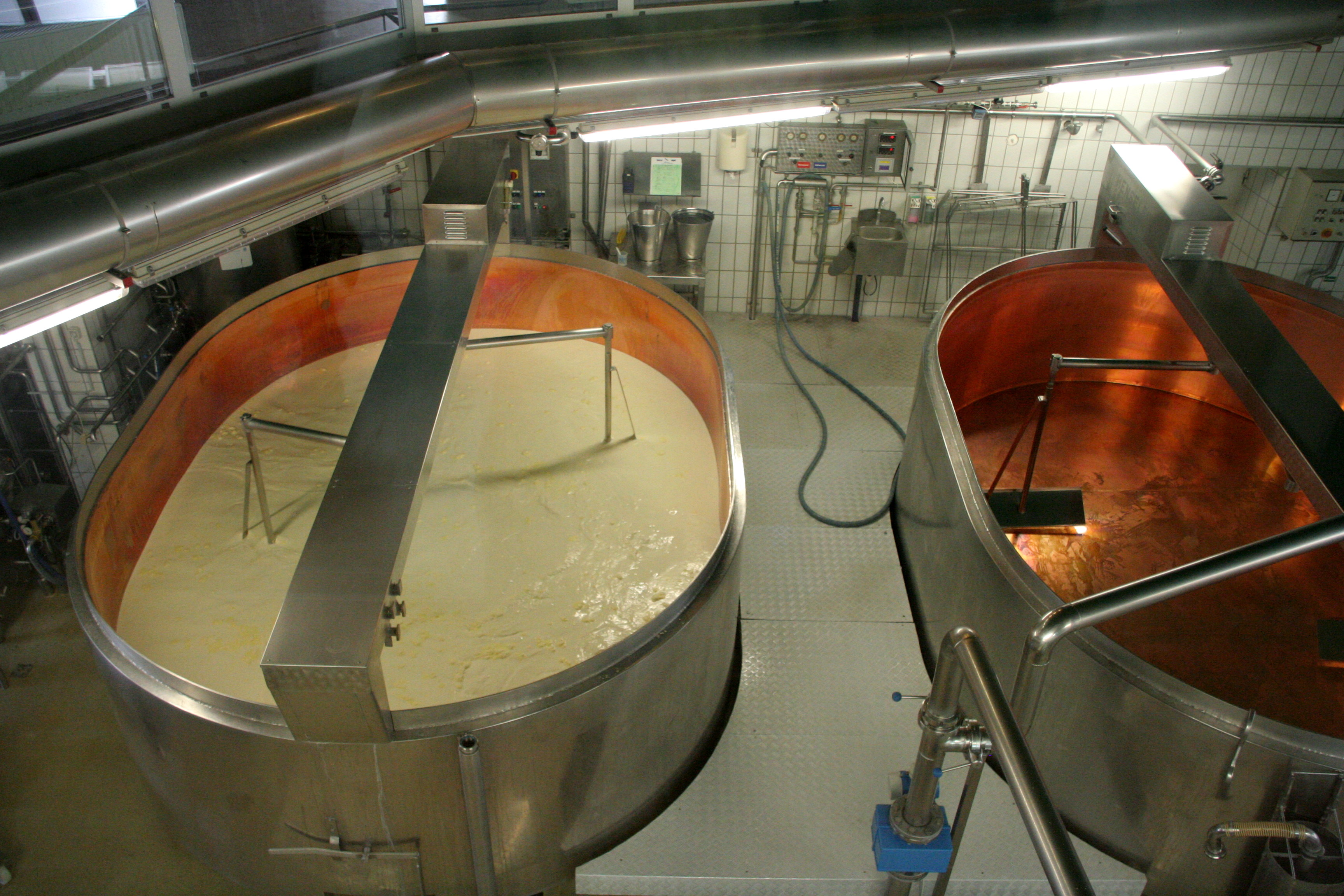
Industriële productie van kaas.

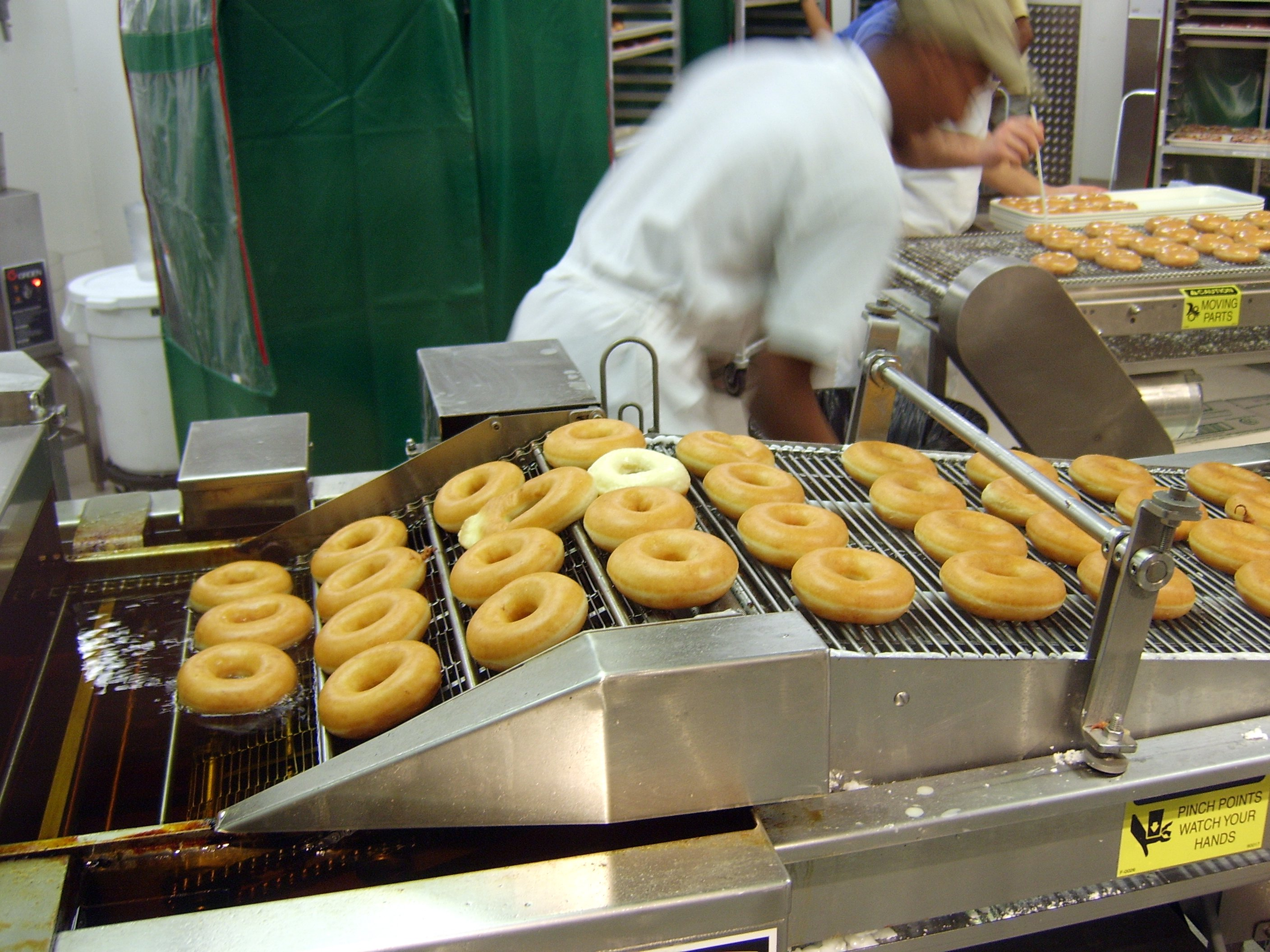
Productielijn van donuts.

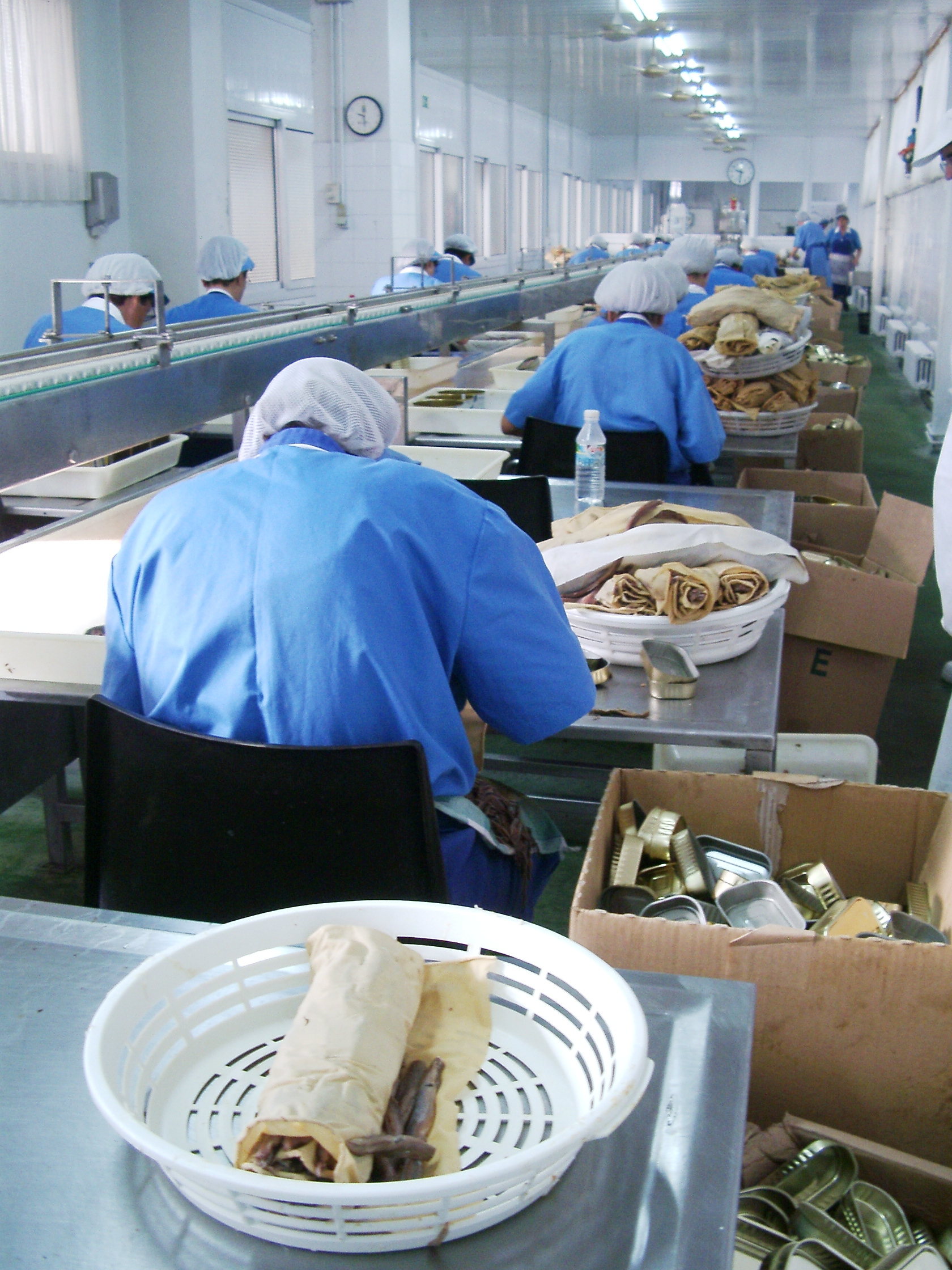
Inblikken van ansjovis.

De voedingsindustrie of levensmiddelenindustrie bestaat uit bedrijven die op industriële schaal grondstoffen, met name afkomstig uit de landbouw en de visserij, verwerken tot voedingsmiddelen, dierenvoer en genotmiddelen. De voedingsindustrie vormt de grootste industrie van Nederland, met een omzet van € 51 miljard in 2010, en met 118.000 werknemers. De voedingsindustrie maakt deel uit van de procesindustrie, een overkoepelende term voor alle industriële activiteit die niet onder het begrip maakindustrie valt.

## Algemeen
De grondstoffen voor voedings- en genotmiddelen worden geproduceerd door de landbouw, inclusief de plantagebouw, de fruitteelt, de groenteteelt, de veehouderij, de visserij, en in mindere mate, de jacht en de imkerij.
De aldus verkregen producten dienen enige bewerking te ondergaan voordat ze als voedings- of genotmiddel gebruikt kunnen worden. Voorbeelden van voedselverwerking zijn dorsen en  malen van graan, broodbakken, slachten. Verdere bewerkingen hebben betrekking op conserveren, zoals bij melkproducten, fruit en vlees, en zijn het domein van de  voedingsmiddelentechnologie. Te denken valt aan haringkaken, pasteuriseren, drogen, fermenteren, roken, pekelen, toevoegen van suiker of zuur. Ook processen als mengen, verhitten (koken en bakken) en koelen spelen vanouds een rol.

## Voedingsindustrie in Nederland
Beschikbare voeding was vroeger beperkt door wat de regio kon produceren en wat seizoenafhankelijk geproduceerd kon worden. Wat van ver kwam was duur en niet voor iedereen bereikbaar. Conserveringsmethoden konden de seizoenafhankelijkheid soms iets verlichten, al kon dit ten koste gaan van de voedingswaarde. Verstedelijking leidde er toe dat de stedelingen steeds meer afhankelijk werden van handelsstromen, al beperkten die zich vaak tot de nabije regio. Veel voedingsmiddelen werden via straathandel of op de markten verhandeld, waar aanvankelijk de producenten van deze middelen hun product ter verkoop aanboden.
Geleidelijk aan ontstonden er, vanuit de huisvlijt, ambachten die zich specialiseerden in bepaalde bewerkingen van voedingsmiddelen. De (koren-)molenaar, de bakker, de grutter (gortpellerij), de slager en de brouwer oefenden dergelijke ambachten uit. Boter en kaas werd doorgaans nog op boerderijniveau geproduceerd.
Handelsstromen van en naar het verre buitenland verliepen onder andere via de zijderoute. In de 16e eeuw kwam daar de aanvoer van exotische producten via de scheepvaart bij, bijvoorbeeld vanuit Amerika (tabak, aardappel, maïs). Onder meer Nederland specialiseerde zich in het verwerken van deze producten, om ze vervolgens naar het nabije buitenland te exporteren.
Begin 19e eeuw hadden deze ambachtelijke bedrijven een beperkte afzetmarkt, door de hoge transportkosten. Krachtbronnen waren wind-, water-, ros- en tredmolens. . In de loop van de 19e eeuw vond een geleidelijke schaalvergroting en industrialisatie plaats. Als krachtbron deed de stoommachine zijn intrede. Zo plaatste de meel- en veevoederfabriek Noury & van der Lande in 1848 een stoommachine. In 1840 ging de eerste aardappelmeelfabriek van start.
Bietsuikerfabrieken ontstonden vanaf 1858, zuivelfabrieken vanaf 1878, margarinefabrieken vanaf 1871, broodfabrieken vanaf 1857. Vanaf 1867 kwam de koelmachine beschikbaar, die in bierbrouwerijen werd toegepast bij de productie van ondergistend bier. Ook vond industrialisatie plaats in bedrijfstakken die koloniale goederen, zoals rijst, verwerkten. Ook slachterijen industrialiseerden, zoals Zwanenberg die in 1887 met de bedrijfsactiviteiten startte. De eerste conservenfabriek startte in 1860. Er verrezen groente-, fruit- en vlees- en visconservenfabrieken waarbij vooral ingeblikte voedingswaren werden geproduceerd, later ook in bijvoorbeeld flessen.
In de 20e eeuw vond verdere concentratie plaats en ontstonden grote voedingsmiddelenconcerns die ook internationaal gingen opereren en een steeds grotere variatie aan (merk-)producten gingen vervaardigen.

## Indeling
Tot de voedingsindustrie worden de volgende bedrijfstakken gerekend:
- maalderijen en meelfabrieken, pellerijen
- mengvoederindustrie
- broodfabrieken, banketfabrieken
- suikerfabrieken en -raffinaderijen, suikerwerkindustrie
- zuivelfabrieken, verwerking van zuivelproducten, verwerking van eieren
- margarinefabrieken
- aardappelmeelfabrieken, verwerking van aardappelen
- conservenfabrieken voor groente en fruit, verwerking van groente en fruit
- slachterijen, vlees- en visverwerkende industrie

In de genotmiddelensector:
- sigarenfabrieken, sigarettenfabrieken en overige tabaksverwerkende industrie
- brouwerijen, moutfabrieken
- jeneverstokerijen
- frisdrankindustrie
- chocoladefabrieken en andere cacaoverwerkende industrie
- koffie- en thee-industrie

Tot de grootste concerns op dit gebied behoren: Nestlé, Heinz en Unilever. Het AkzoNobel-concern en voorlopers daarvan ontplooiden eveneens activiteiten in deze sector, maar het concern heeft deze goeddeels afgestoten.
Ook middelgrote en kleinere bedrijven produceren voedingsmiddelen. Sommige daarvan zijn gespecialiseerd, hetgeen bijvoorbeeld voor de vleeswarenindustrie en de suikerindustrie geldt.
Naast volledig private bedrijven zijn er ook coöperatieve bedrijven die voedingsmiddelen produceren. De Suiker Unie en Campina zijn daar voorbeelden van. Deze bedrijven komen voort uit de agrarische sector.

## Merkproducten
De grotere concerns fabriceren onder meer merkproducten, waarmee soms wereldwijd reclame wordt gemaaktbijvoorbeeld Coca-Cola. 
Het overgrote deel van de merkproducten van voedingsmiddelen is in handen van een klein aantal multinationals, waaronder:
 
- Associated British Foods
- Coca-Cola
- Danone
- General Mills
- Heinz
- Kellogg's
- Kraft Heinz Company
- Mars
- Mondelez
- Nestlé
- PepsiCo
- Unilever.

In het rapport Behind the Brands uit 2013 wees Oxfam op de sociale en ecologische verantwoordelijkheid van deze voedselgiganten.
Merken worden soms ook verhandeld en blijven bestaan terwijl het oorspronkelijke bedrijf al lang gesloten is. Dit overkwam bijvoorbeeld Zwanenberg. Klassieke merken zoals Blue Band bestaan al vele tientallen jaren. Dit soort merken hebben een hoge winstmarge, maar in tijden van economische neergang nemen consumenten vaak hun toevlucht tot goedkopere huismerken, waardoor de marges worden gedrukt.

## Big Food
De handel in basisvoedingsmiddelen (granen, soja en dergelijke) is sterk geconcentreerd. De graanhandel wordt gedomineerd door de “ABCD-giganten”: Archer Daniels Midland, Bunge Limited,  Cargill en Louis Dreyfus Company, soms ook Big Food genoemd, naar analogie met Big Oil en Big Tech. Ook in de koffiehandel maken slechts enkele grote spelers de dienst uit. Deze marktoligopolie met een concentratie bij een zeer klein aantal sterk gefinancialiseerde wereldspelers heeft volgens het Europees Economisch en Sociaal Comité (EESC) een nefaste invloed op de voedselprijzen, met name tijdens voedselcrises.
In het rapport Food Injustice uit 2023 berekende Greenpeace dat in de boekjaren 2020 en 2021 de grootste voedingsbedrijven hun aandeelhouders 53,5 miljard dollar winst uitkeerden, een bedrag dat volgens de Verenigde Naties had volstaan om in de basisbehoeften van de wereldwijd 230 miljoen kwetsbaarsten te voorzien: voedsel, onderdak en levensreddende steun.

## Spin-off
Uit de voedingsindustrie zijn weer nieuwe activiteiten voortgekomen op het terrein van de farmacie en de biotechnologie. Organon en Gist-Brocades (nu: DSM) zijn daar voorbeelden van.